# AI・DOLプロジェクト
『AI・DOLプロジェクト』（エーアイドル・プロジェクト、AI・DOL PROJECT）は、2019年4月2日（1日深夜）から2020年3月31日（30日深夜）までテレビ東京他で放送されていた教養バラエティ番組。全52回。アップフロントワークスの一社提供。

## 概要
ハロー!プロジェクトの各メンバーが、当番組のマスコットであるAIロボット「ハロボくん」と共に最先端の技術を駆使して社会問題に取り組んでいる現場を直撃し、様々な体験を通じて、現代の最新の技術を学んでいく。メンバーは初回から第6回まで3名で出演していたが第7回より2名（第49回・第50回は1名）となった。また、第6回まで出演メンバー全員が白衣を着用していた。

## 出演者
ハロー!プロジェクト
- モーニング娘。'20
- アンジュルム
- Juice=Juice
- こぶしファクトリー
- つばきファクトリー
- BEYOOOOONDS

マスコット
- AIロボット ハロボくん

ナレーター
- 道重さゆみ
- 和田彩花（#33・#34）

過去の出演者
- カントリー・ガールズ（2019年12月まで）

## 放送リスト
| 回 | 放送日        | 内容 |
| -- | ------------- | --- |
| 1  | 2019年 4月2日 | 働き方改革の救世主、分身ロボット「オリヒメ」仰天の機能とは!? 出演：金澤朋子・宮本佳林・稲場愛香 (Juice=Juice)                                                |
| 2  | 4月9日        | 難病患者を救う!?目線だけで絵が描ける驚異の最新システム/メンバーが考える働き方改革の解決策とは? 出演：金澤朋子・宮本佳林・稲場愛香 (Juice=Juice)              |
| 3  | 4月16日       | 牧場の全自動化!?自動搾乳ロボットで酪農にも働き方改革が 出演：譜久村聖・横山玲奈・森戸知沙希（モーニング娘。'19）                                             |
| 4  | 4月23日       | 最先端酪農ロボ登場!自動化で激変するミライの牧場で何を学ぶ? /仔牛の成長を見守る最新ロボットに感動! 出演：譜久村聖・横山玲奈・森戸知沙希（モーニング娘。'19）  |
| 5  | 4月30日       | 楽天が開発中の最新ドローンを特別公開!物流クライシス解決!? /人名救助に貢献する超小型ドローンも登場 出演：小片リサ・岸本ゆめの・浅倉樹々（つばきファクトリー） |
| 6  | 5月7日        | 農家の人手不足を最新ドローンが解決!? /仰天の進化を見せる防犯ドローン!不審者撃退のシステムとは!? 出演：小片リサ・岸本ゆめの・浅倉樹々（つばきファクトリー）   |
| 7  | 5月14日       | ロシアが開発!犯罪者の感情を撮影できる最新テロ対策カメラ! /不審者を自動追尾!未来の防犯ロボとは? 出演：上國料萌衣・船木結（アンジュルム）                      |
| 8  | 5月21日       | 21世紀の防犯システム!未来ドアとは? /セコムとアイボがコラボ!?驚きの機能が搭載された愛玩ロボ登場 出演：上國料萌衣・船木結（アンジュルム）                      |
| 9  | 5月28日       | お寺が激減している意外な理由とは? /自分にマッチしたお坊さんを呼べる!?「お坊さん便」を学ぶ! 出演：宮崎由加・段原瑠々 (Juice=Juice)                            |
| 10 | 6月4日        | 急増する無縁墓問題解決法は…最新のお墓、家族じゃなくても入れる合同墓! /最新の自動送骨サービスなど紹介 出演：宮崎由加・段原瑠々 (Juice=Juice)                  |
| 11 | 6月11日       | 変革を遂げる町工場に迫る/へら絞りが進化!唯一無二の新技術とは!? /プラスティック業界を変える新技術とは!? 出演：野村みな美・井上玲音（こぶしファクトリー）      |
| 12 | 6月18日       | 着るだけで健康診断スマートアパレル!? /斬新!工場アパート/下町ボブスレーを作った工場の次なる挑戦 出演：野村みな美・井上玲音（こぶしファクトリー）              |
| 13 | 6月25日       | 捨てられている食料、日本のフードロス問題/年間1トン!廃棄フルーツが冷凍技術で蘇る/地下野菜工場に潜入 出演：中西香菜・笠原桃奈（アンジュルム）                  |
| 14 | 7月2日        | フードロスの解決策、余った食べ物が激安で買える超お得なアプリ/生ゴミが電気になるリサイクル工場に潜入 出演：中西香菜・笠原桃奈（アンジュルム）                 |
| 15 | 7月9日        | 世界でもワースト!ゴミ排出国・ニッポン/埋立地20年限界説/ゴミを道路や線路に変える清掃工場に潜入 出演：野中美希・羽賀朱音（モーニング娘。'19）                  |
| 16 | 7月16日       | 年間6トンのゴミが海に大量流出!日本が抱える海洋汚染に迫る! /永遠に再生可能!?新素材が海を救う!? 出演：野中美希・羽賀朱音（モーニング娘。'19）                  |
| 17 | 7月23日       | 40度以上の猛暑!死者も出すゲリラ豪雨、異常気象を考える! /2100年の天気予報/最新の熱中症対策 出演：小野瑞歩・秋山眞緒（つばきファクトリー）                     |
| 18 | 7月30日       | 的中率90%以上!?予測不可能なゲリラ豪雨が分かる最新アプリ/洪水から街を守る巨大な地下施設に潜入! 出演：小野瑞歩・秋山眞緒（つばきファクトリー）                 |
| 19 | 8月6日        | 200件以上の過労死、日本の働き方を考える/100人100通りの働き方/至れり尽くせりのおもてなし企業を紹介! 出演：山木梨沙・小関舞（カントリー・ガールズ）            |
| 20 | 8月13日       | 働き方改革の救世主AIの活用方法とは? /人工筋肉で重労働を徹底的にサポート!最強アシストスーツ誕生 出演：山木梨沙・小関舞（カントリー・ガールズ）                |
| 21 | 8月20日       | 30年以内に70%?首都直下地震への脅威/震度7発生!生死を決める最初の1分? /実は危ない家の中? 出演：金澤朋子・植村あかり (Juice=Juice)                              |
| 22 | 8月27日       | 究極の地震対策!!震度で揺れない家!?/東日本大震災でも活躍!最新防災グッズ! 25年以上持つ非常食 出演：金澤朋子・植村あかり (Juice=Juice)                          |
| 23 | 9月3日        | 平均年齢67歳!農家が絶滅する問題!? /イオンが行う農業革命!残業代&福利厚生が手厚い最新農業と 出演：広瀬彩海・野村みな美（こぶしファクトリー）                   |
| 24 | 9月10日       | ヤンキーインターン暴走族総長が行う農家/ロボットがサポート、スマート農業って何?驚愕のオートマ収穫!? 出演：広瀬彩海・野村みな美（こぶしファクトリー）          |
| 25 | 9月17日       | 2020年、高齢ドライバーは600万人以上/踏み間違い事故防止のワンペダルって何? /最新サポートカー 出演：小田さくら・牧野真莉愛（モーニング娘。'19）                |
| 26 | 9月24日       | 3人に1人が認知症 高齢者事故の原因!?/小田・牧野が認知症を防ぐハードな訓練&最新の脳トレに挑戦 出演：小田さくら・牧野真莉愛（モーニング娘。'19）                |
| 27 | 10月1日       | あなたのスマホ・PCも狙われている…最新サイバー犯罪の実態/ハッカー育成学校に潜入!驚愕の裏ワザ!? 出演：竹内朱莉・川村文乃（アンジュルム）                       |
| 28 | 10月8日       | 凶悪ハッカーから自分のスマホを守る方法/情報流出!?街中にはびこる偽WiFiスポット/スマホ盗聴の恐怖! 出演：竹内朱莉・川村文乃（アンジュルム）                     |
| 29 | 10月15日      | 今、846万戸以上急増する空き家問題!! /30年放置!ヤバい家にメンバーが潜入! /100円で買える家 出演：山岸理子・新沼希空（つばきファクトリー）                      |
| 30 | 10月22日      | 3戸に1戸が空き家になってしまう危機! /750坪が100万円!? /空き家をお得に売り買いできる不動産革命! 出演：山岸理子・新沼希空（つばきファクトリー）                |
| 31 | 10月29日      | ペット大国の裏で4万3000頭以上が殺処分される深刻な犬猫問題/画期的な癒し!里親になれる保護猫カフェ 出演：平井美葉・里吉うたの (BEYOOOOONDS)                     |
| 32 | 11月5日       | ペットの殺処分ゼロを実現した方法とは? /マイクロチップ装着が義務化!捨てられる犬猫問題を解決へ… 出演：平井美葉・里吉うたの (BEYOOOOONDS)                       |
| 33 | 11月12日      | 年収125万円以下東京貧困女子の実態! /奨学金500万円の借金!養育費未払いに苦しむ女性たちの叫び 出演：高木紗友希・稲場愛香 (Juice=Juice)                          |
| 34 | 11月19日      | 2人に1人!?年収200万円以下で暮らすシングルマザー! /貧困からの脱出をサポートする企業に直撃 出演：高木紗友希・稲場愛香 (Juice=Juice)                            |
| 35 | 11月26日      | 外国人旅行客3000万人!最新インバウンドビジネスを徹底取材! /キャラ弁の料理教室/最先端通訳アプリ! 出演：石田亜佑美・加賀楓（モーニング娘。'19）                 |
| 36 | 12月3日       | タンスに眠る外貨1兆円!旅行のときに困る外貨両替問題を学ぶ/10カ国対応!余ったお金が電子マネーに 出演：石田亜佑美・加賀楓（モーニング娘。'19）                   |
| 37 | 12月10日      | 過酷!命を守る最前線の消防学校に潜入! /日本で数台しかない百度超の火災訓練施設/土のうの積み方テク 出演：小野田紗栞・秋山眞緒（つばきファクトリー）             |
| 38 | 12月17日      | 5人の女性消防士!目指した理由に迫る! /気になる女子寮にも潜入!その生活とは? /最新の消防ロボット 出演：小野田紗栞・秋山眞緒（つばきファクトリー）               |
| 39 | 12月24日      | 5Gの“今”を学習生活はどう変わるのか/病院に行かず診察!? /工事現場が無人に!? /最先端アバター作り 出演：浜浦彩乃・井上玲音（こぶしファクトリー）                 |
| 40 | 2020年 1月7日 | 5Gで私たちの生活が激変!どこでもドアついに実現!?超便利!自動運転&翻訳など近未来のサービスを紹介 出演：浜浦彩乃・井上玲音（こぶしファクトリー）                 |
| 41 | 1月14日       | 日本はプラスチック排出率・世界2位!プラゴミ問題を学ぶ! /ペットボトルを服に変える最新工場を見学 出演：高瀬くるみ・前田こころ (BEYOOOOONDS)                     |
| 42 | 1月21日       | 海のプラゴミ汚染!生物が激減し危機に! /カンナ一つで大工が救うプラゴミ問題!画期的な木製ストロー! 出演：高瀬くるみ・前田こころ (BEYOOOOONDS)                    |
| 43 | 1月28日       | 医療業界のAI革命健康状態を一瞬で診断発症前に病気が分かる/お買い物事情も激変AIが自動で価格決定 出演：佐々木莉佳子・伊勢鈴蘭（アンジュルム）                   |
| 44 | 2月4日        | 日本の教育が変わるAI先生!生徒に合わせた世界に一つの教材/愛のキューピッド!婚活AIでマッチ率↑ 出演：佐々木莉佳子・伊勢鈴蘭（アンジュルム）                      |
| 45 | 2月11日       | およそ436万人! /身体障がい者を助ける最新義手義足を体験/オデコで障害物を感知するハイテクグッズ 出演：小片リサ・谷本安美（つばきファクトリー）                 |
| 46 | 2月18日       | 社会的マイノリティ女子とガチ座談会!摂食障害、アルビノなど悩みを克服し、自分らしく生きる人生とは? 出演：小片リサ・谷本安美（つばきファクトリー）              |
| 47 | 2月25日       | 世界初!スマホが美顔器になる仰天グッズ/近未来のメイクは貼るだけ!?超時短でシワを隠せる最新グッズ! 出演：江口紗耶・山﨑夢羽 (BEYOOOOONDS)                       |
| 48 | 3月3日        | 新時代到来!?未来は空飛ぶゴンドラで移動/子供も思わず夢中!画期的なプロジェクター付き、学べる照明! 出演：江口紗耶・山﨑夢羽 (BEYOOOOONDS)                       |
| 49 | 3月10日       | ニュースでも話題に 液体のりの成分が大活躍!第5のがん治療/臨場感が凄すぎ!幽体離脱でライブ体験!? 出演：宮本佳林 (Juice=Juice)                                   |
| 50 | 3月17日       | 未来の部屋はコンセントいらず!部屋中どこでもワイヤレス充電/超精工! 3Dプリンターでインプラント! 出演：宮本佳林 (Juice=Juice)                                   |
| 51 | 3月24日       | 天才を育てる最新幼児教育!遊んで学ぶ?驚きの教育方法とは? /ITを楽しく学べるプログラミングトイ! 出演：小田さくら・横山玲奈（モーニング娘。'20）                 |
| 52 | 3月31日       | 個性を育てる高校の現役教師3人が討論/校則ゼロ!型破りな最新の学力&個性を両方伸ばす教育法とは? 出演：譜久村聖・横山玲奈（モーニング娘。'20）                    |

## スタッフ
- 構成：石井裕之、久松知博
- カメラ：森山弘喜、山田尚弥、篠原裕弥、君野史幸、松本良、崔元彦
- 音声：寶田菜津美、美斉津友洋、宮川康一、大西光、遠藤美樹、深野千穂
- 編集：仮野潔、西村公希、服部智仁
- MA：吉田達矢、金城徹、鈴木公祥
- ビジュアルフォーマット：松本哲也
- 音効：齋藤俊郎
- タイトル：勝呂玄彌
- 技術協力：360 inc、D☆Dファクトリー
- 車両：IBEX
- AD：八塚大志、山本ゆかり、藤浪勇輝
- ディレクター：石垣俊介、高柳大輔、武山友樹
- AP：木村文香
- 演出：岡順一郎
- プロデューサー：渡邊麗（テレビ東京）、高岩秀明（テレビ東京ミュージック）、小野元照
- チーフプロデューサー：松澤潤（テレビ東京、2019年7月9日-）
- 協力：アップフロントワークス、アップフロントプロモーション
- 制作協力：WHOLEMAN
- 製作：テレビ東京、テレビ東京ミュージック

## エンディングテーマ
| 回 | 放送日        | エンディングテーマ                                                                       |
| -- | ------------- | ---------------------------------------------------------------------------------------- |
| 1  | 2019年 4月2日 | アンジュルム「夢見た 15年」                                                              |
| 2  | 4月9日        | アンジュルム「恋はアッチャアッチャ」                                                     |
| 3  | 4月16日       | こぶしファクトリー「ハルウララ」                                                         |
| 4  | 4月23日       | こぶしファクトリー「Oh No 懊悩」                                                         |
| 5  | 4月30日       | こぶしファクトリー「ハルウララ」                                                         |
| 6  | 5月7日        | PINK CRES.「トウキョウ・コンフュージョン」                                               |
| 7  | 5月14日       | アンジュルム「恋はアッチャアッチャ」                                                     |
| 8  | 5月21日       | Juice=Juice「25歳永遠説」                                                                |
| 9  | 5月28日       | Juice=Juice「25歳永遠説」                                                                |
| 10 | 6月4日        | Juice=Juice「「ひとりで生きられそう」って それってねえ、褒めているの?」                  |
| 11 | 6月11日       | モーニング娘。'19「青春Night」                                                           |
| 12 | 6月18日       | モーニング娘。'19「人生Blues」                                                           |
| 13 | 6月25日       | Juice=Juice「「ひとりで生きられそう」って それってねえ、褒めているの?」                  |
| 14 | 7月2日        | モーニング娘。'19「人生Blues」                                                           |
| 15 | 7月9日        | モーニング娘。'19「人生Blues」                                                           |
| 16 | 7月16日       | モーニング娘。'19「青春Night」                                                           |
| 17 | 7月23日       | BEYOOOOONDS「眼鏡の男の子」                                                              |
| 18 | 7月30日       | BEYOOOOONDS「ニッポンノD・N・A!」                                                        |
| 19 | 8月6日        | BEYOOOOONDS「Go Waist」                                                                  |
| 20 | 8月13日       | BEYOOOOONDS「眼鏡の男の子」                                                              |
| 21 | 8月20日       | BEYOOOOONDS「ニッポンノD・N・A!」                                                        |
| 22 | 8月27日       | Juice=Juice「「ひとりで生きられそう」って それってねえ、褒めているの?」                  |
| 23 | 9月3日        | 鈴木愛理「Escape」                                                                       |
| 24 | 9月10日       | 鈴木愛理「IDENTITY」                                                                     |
| 25 | 9月17日       | 鈴木愛理「Escape」                                                                       |
| 26 | 9月24日       | Juice=Juice「「ひとりで生きられそう」って それってねえ、褒めているの?」                  |
| 27 | 10月1日       | こぶしファクトリー「Oh No 懊悩」                                                         |
| 28 | 10月8日       | カレッジ・コスモス「わたし革命」                                                         |
| 29 | 10月15日      | BEYOOOOONDS「眼鏡の男の子」                                                              |
| 30 | 10月22日      | Juice=Juice「「ひとりで生きられそう」って それってねえ、褒めているの? (New Vocal Ver.)」 |
| 31 | 10月29日      | Juice=Juice「「ひとりで生きられそう」って それってねえ、褒めているの? (New Vocal Ver.)」 |
| 32 | 11月5日       | アンジュルム「私を創るのは私」                                                           |
| 33 | 11月12日      | アンジュルム「全然起き上がれないSUNDAY」                                                 |
| 34 | 11月19日      | アンジュルム「私を創るのは私」                                                           |
| 35 | 11月26日      | BEYOOOOONDS「アツイ!」                                                                   |
| 36 | 12月3日       | BEYOOOOONDS「アツイ!」                                                                   |
| 37 | 12月10日      | BEYOOOOONDS「アツイ!」                                                                   |
| 38 | 12月17日      | 鈴木愛理「Break it down」                                                                |
| 39 | 12月24日      | つばきファクトリー「抱きしめられてみたい」                                               |
| 40 | 2020年 1月7日 | モーニング娘。'20「KOKORO&KARADA」                                                       |
| 41 | 1月14日       | つばきファクトリー「意識高い乙女のジレンマ」                                             |
| 42 | 1月21日       | モーニング娘。'20「LOVEペディア」                                                        |
| 43 | 1月28日       | モーニング娘。'20「人間関係No way way」                                                  |
| 44 | 2月4日        | モーニング娘。'20「LOVEペディア」                                                        |
| 45 | 2月11日       | PINK CRES.「ルーレット」                                                                 |
| 46 | 2月18日       | こぶしファクトリー「青春の花」                                                           |
| 47 | 2月25日       | PINK CRES.「ルーレット」                                                                 |
| 48 | 3月3日        | こぶしファクトリー「スタートライン」                                                     |
| 49 | 3月10日       | Juice=Juice「ポップミュージック」                                                        |
| 50 | 3月17日       | Juice=Juice「好きって言ってよ」                                                          |
| 51 | 3月24日       | Juice=Juice「ポップミュージック」                                                        |
| 52 | 3月31日       | Juice=Juice「好きって言ってよ」                                                          |

## ネット局と放送時間
※各局、編成の都合により、放送時間の変更および放送休止が発生することがある。
| 放送対象地域 | 放送局            | 放送系列       | 放送期間                      | 放送時間                     | 備考       | 放送日の遅れ |
| ------------ | ----------------- | -------------- | ----------------------------- | ---------------------------- | ---------- | ------------ |
| 関東広域圏   | テレビ東京（TX）  | テレビ東京系列 | 2019年4月2日 - 2020年3月31日  | 火曜 1:00 - 1:30（月曜深夜） | 制作局     | -            |
| 全国放送     | BSテレ東          | BSデジタル     | 2019年4月8日 - 2020年4月6日   | 月曜 1:05 - 1:35（日曜深夜） | 遅れネット | 6日遅れ      |
| 滋賀県       | びわ湖放送（BBC） | 独立局         | 2019年4月19日 - 2020年4月29日 | 水曜 2:10 - 2:40（火曜深夜） | 遅れネット | 29日遅れ     |